# اس‌اس امپایر باکلر
اس‌اس امپایر باکلر (به انگلیسی: SS Empire Buckler) یک کشتی بود که طول آن ۴۳۲ فوت ۲ اینچ (۱۳۱٫۷۲ متر) بود. این کشتی در سال ۱۹۴۲ ساخته شد.